# Akżajdak (stacja kolejowa)
Akżajdak (kaz. Ақжайдақ, ros. Акжайдак) – stacja kolejowa w miejscowości Akżajdak, w rejonie Aktogaj, w obwodzie karagandyjskim, w Kazachstanie. Położona jest na linii Mojynty – Aktogaj, na trasie Nowego Jedwabnego Szlaku, w pobliżu jeziora Bałchasz.